# باندورا (فلم)
باندورا هو فيلم كوارث كوري جنوبي من بطولة كيم نام-جيل، كيم يونغ أي، كيم جو هيون ومون جيونغ هي، صدر الفيلم في كوريا الجنوبية في 7 ديسمبر 2016.

## روابط خارجية
- مقالات تستعمل روابط فنية بلا صلة مع ويكي بيانات

لا توجد روابط لمواقع التواصل الاجتماعي.